# 頭の中のSOS
「頭の中のSOS」（あたまのなかのエスオーエス）は、monobrightの2枚目のシングル。2007年9月5日にDefstar Recordsから発売された。キャッチコピーは、「迸る。弾ける。monobright第二次性徴期。」

## 解説
前作より2ヶ月ぶりのリリース。

## 収録曲
（全作詞・作曲：桃野陽介、編曲：monobright）
1. 頭の中のSOS [4:06]
  - テレビ東京『PVTV』9月度オープニングテーマ

札幌時代からのmonobrightの代表曲。
この曲は桃野が想いをよせていた彼女にふられた時の混沌とした彼の頭の中の状況を綴ったもの。サウンド的には、monobrightの泣き笑いのダンス・ミュージックと言う初期コンセプトが基本に据えられた最高のロック・アンセムになっている[1]。
PVは未完成ライオットに続き、清水康彦監督作品
2. 優しさヶ丘の画家 [4:04]
monobright真骨頂、独特の展開をはらんだ曲である。桃野曰く、「ピカソとかああいった芸術家の人が生み出す作品は、とても難解で理解するのが大変だけど、僕は普通の人間だからとてもそんなものは作れないし…」[1]
3. 天の河にて　[4:41]
昔の自分が、今の自分をみたら、なんて汚れた人間になってしまったんだと思うだろう、と自責の念を込めて書いた曲。いつまでも子供のままではいられないんだ、と言うことに気が付いてしまった桃野の心象風景が歌われている[1]。

## 収録アルバム
| 曲名        | 収録アルバム       | 発売日         | 備考                  |
| ----------- | ------------------ | -------------- | --------------------- |
| 頭の中のSOS | 『Monobright one』 | 2007年10月24日 | 1stオリジナルアルバム |